# اریک میوبرگ

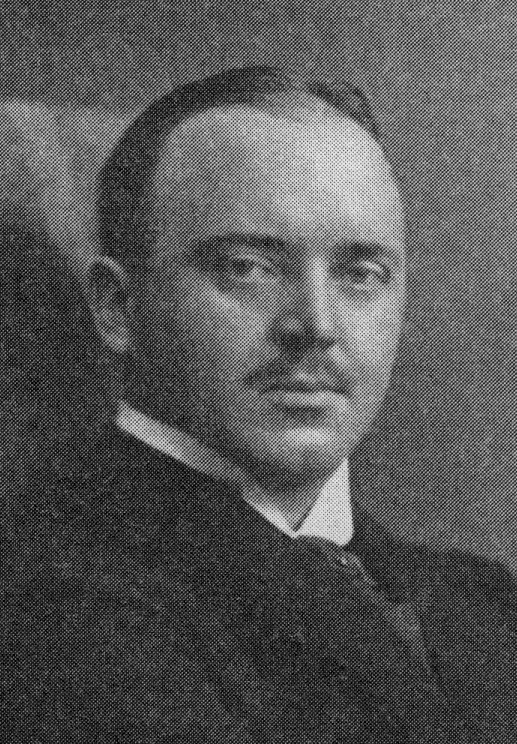
اریک میوبرگ در حدود سال ۱۹۲۰

اریک گئورگ میوبِرگ (۶ اوت ۱۸۸۲–۸ ژوئیه ۱۹۳۸) یک جانورشناس و قوم‌نگار سوئدی بود که در اوایل دهه ۱۹۰۰ اولین سفرهای علمی سوئدی را به استرالیا هدایت کرد و در اندونزی کار کرد. گیاه میوبرگی جی جی اس ام سیاه‌گیله. به نام او نامگذاری شد، همانند وزغ میوبرگی (اپارولیا میوبرگی)، ملخ گونیا میوبرگی، خرچنگ یوسی‌ای میوبرگی، اژدهای بیشه میوبرگ (گونوسفالوس میوبرگی)، آتترون تیبیلند سقنقور (گلافیروم) قورباغه بوته‌ای میوبرگ (فیلوتوس میوبرگی)، و قورباغه کوه گادین میوبرگ (لپتوبراچلا میوبرگی).

## انتشارات
وی و همچنین کمک‌های بیشمار به ادبیات علمی کرد، او نوشت:
- Bland vilda djur och folk i Australien، حساب سفر او، بونیر، استکهلم، ۱۹۱۵. مترجم: مارگارتا لووتسینن و کیم آکرمان، در میان حیوانات وحشی و مردم در استرالیا، مطبوعات هسپرلند، ۲۰۱۲شابک ‎۹۷۸-۰-۸۵۹۰۵-۵۰۷-۹
- میوبرگ، ئی جی (۱۹۳۰). زندگی جنگل و ماجراهای در مجمع الجزایر مالایی. آلن و اونوین: لندن.

## بیشتر خواندن
ژانت گرینفیلد، بازگشت گنجینه‌های فرهنگی (چاپ سوم)، مطبوعات کمبریج، لندن، ۲۰۰۷، ص. ۳۱۰